# 短葶狸藻
短葶狸藻（学名：Utricularia breviscapa）为狸藻属一年生小型至中型浮水食虫植物。其种加词“breviscapa”来源于拉丁文“brevis”和“scapus”，意为“短小的轴”，指该物种短小的花茎。短葶狸藻分布于安的列斯群岛及南美洲。